# Convair B-58 Hustler
De Convair B-58 Hustler is de eerste strategische bommenwerper van de USAF (de Amerikaanse luchtmacht) die sneller dan mach 2 kon vliegen. Dit was mogelijk door zijn kenmerkende vormgeving: een deltavleugel en geen horizontaal staartvlak.

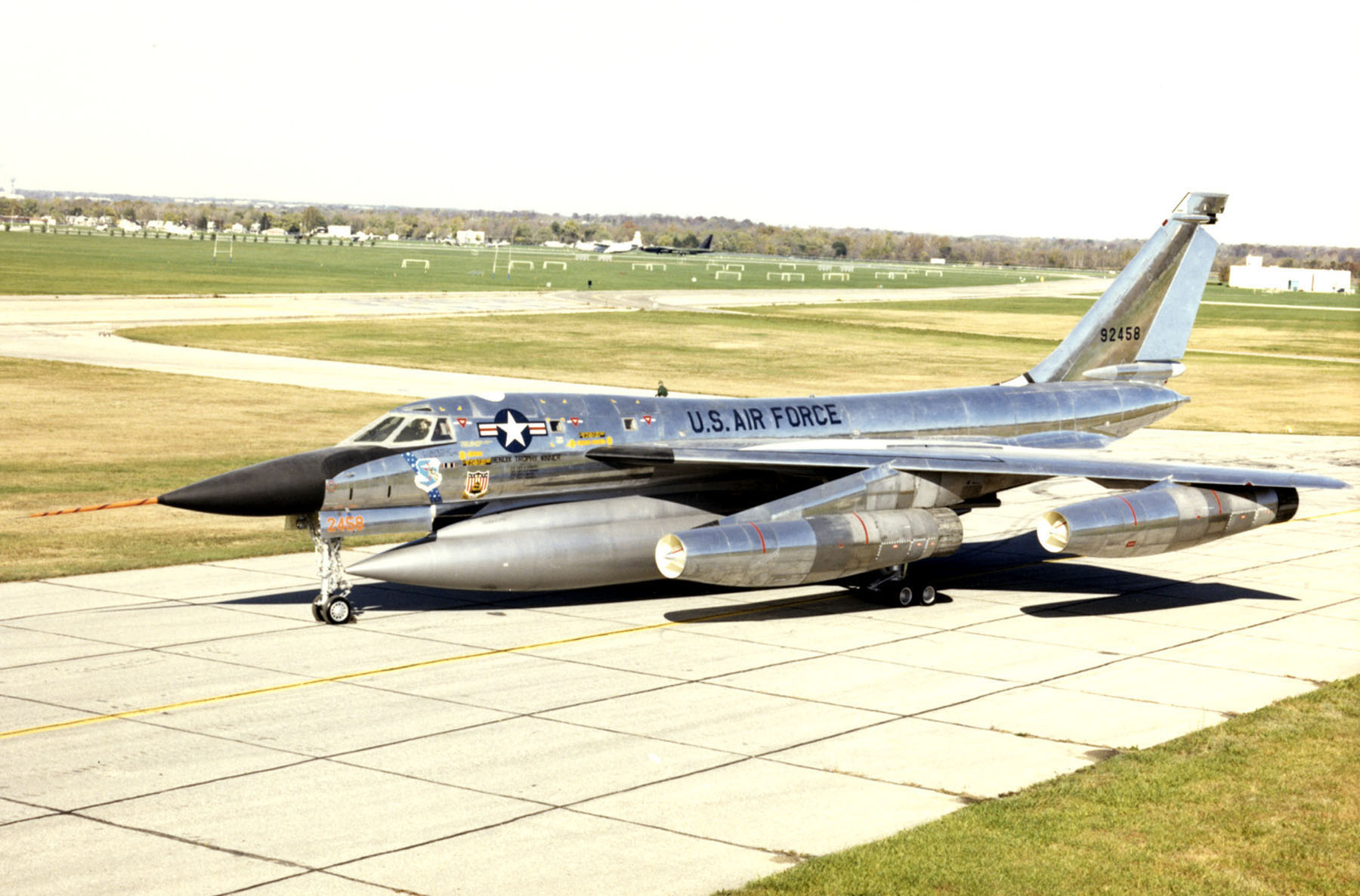
B-58 Hustler

Het toestel werd ontworpen ten behoeve van het Strategic Air Command (SAC) ter vervanging van de verouderde Boeing B-47 Stratojet. Het SAC koos hiervoor echter de B-52, omdat de B-58 onderhoudsgevoelig was; hierdoor waren de operationele kosten erg hoog. Ook liet de betrouwbaarheid van het toestel te wensen over; van de 20 eerste toestellen gingen er vijf door ongelukken verloren. Ook later gebeurden relatief veel ongelukken met dit toestel.
De B-58 werd in 1970 uitgefaseerd en gesloopt. Wereldwijd zijn er nog maar enkele in musea te zien. Zijn speciale rol werd later overgenomen door de FB-111 Aardvark en vervolgens weer door de B-1B Lancer.

## Geschiedenis
De experimentele versie XB-58 vloog voor het eerst in november 1956 en in februari 1959 werden de eerste operationele B-58-toestellen afgeleverd. Het laatste productietoestel werd in 1962 afgeleverd.
De B-58 vestigde vanaf het begin van zijn loopbaan een aantal snelheidsrecords.
- Een low-level vlucht van 1930 kilometer op hoogtes tot het maximum van 150 meter met een gemiddelde snelheid van 1100 km/h en een steile klim tot de maximumhoogte van 26.025 meter. Een toestel vloog van Los Angeles naar New York en terug in 4 uur en 41 minuten.
- In oktober 1963 vloog de B-58 Greased Lightning van Tokyo naar Londen. Ondanks dat hij tijdens vijf keer bijtanken in de lucht moest vertragen bereikte hij over het traject van meer dan 14.850 kilometer een gemiddelde snelheid van 1.726 km/h. De kruissnelheid over 5 uur bedroeg 2.276 km/h op 16160 meter hoogte. Het toestel staat in het SAC museum in Omaha.

## Bemanning
De B-58 bemanning bestond uit drie man met achter elkaar in de romp geplaatste werkposities:
- De vlieger had een Raytheon targeting radar ter beschikking en een automatische piloot met ‘waakhondfunctie’ zodat er tijdens supersonische snelheden geen levensgevaarlijke onverwachte vliegbewegingen konden worden gemaakt.

- De bommenrichter/navigator beschikte over een Sperry Rand AN/ASQ-42V elektronisch navigatiesysteem.

- De defensive systems operator (DSO) bezat een krachtig electronic countermeasures system (ECM) om vijandelijke radar te verblinden en de mogelijkheid de AN/ALQ-16 actieve stoorzender en de AN/ALE-16 chaff dispenser te gebruiken. Mocht er desondanks een vijandelijke onderschepper doordringen dan kon hij het Vulcan kanon in de staart van het toestel met radar richten.

## Inzet
Van 1959 tot 1970 werden B-58 Hustlers door het Strategic Air Command ingezet als low-level penetratie bommenwerpers en waren ze stand-by als nucleaire vergeldingswapens; hier werd nooit een beroep op gedaan.
Hoewel de B-58 operationeel was gedurende de Vietnamoorlog werd het toestel vanwege de zeer hoge operationele kosten nooit voor conventionele bombardementsacties ingezet.